# Fyrögd broskigel
Fyrögd broskigel (Hemiclepsis marginata) är en ringmaskart som först beskrevs av Otto Friedrich Müller 1774. Fyrögd broskigel ingår i släktet Hemiclepsis, och familjen broskiglar. Arten är reproducerande i Sverige.